# V Съезд народных депутатов СССР
V Съезд народных депутатов СССР состоялся 2—5 сентября 1991 года. Стал последним съездом народных депутатов СССР.
V съезд принял постановление «Об органах государственной власти и управления Союза ССР в переходный период», которое фактически лишало сам съезд полномочий. С распадом СССР съезд прекратил своё существование.
5 сентября 1991 года съезд принял «Декларацию прав и свобод человека», объявил переходный период для формирования новой системы государственных отношений, подготовки и подписания Договора о Союзе Суверенных Государств. По предложению М. С. Горбачёва съезд фактически самораспустился, приняв закон «Об органах государственной власти и управления Союза ССР в переходный период». В проекте закона предлагалось принять решение о нецелесообразности проведения в переходный период очередных съездов народных депутатов СССР, однако при голосовании народные депутаты отклонили это предложение.